# Biellese (pecora)
La Biellese è una razza di pecore italiana selezionata per la produzione di carne, principalmente agnellone leggero o pesante. Originaria delle valli piemontesi e della bassa val d'aostana, è allevata soprattutto nelle aree del Nord Italia. E' allevato allo stato brado con transumanza sui pascoli alpini o prealpini e nelle zone marginali della pianura.
- Consistenza: circa 40.000 capi (di cui circa 3000 controllati).
- Caratteristiche morfologiche: 
  - taglia grande (molto simile alla Bergamasca);
  - peso: maschi kg 100 circa; femmine kg 80;
  - testa acorne, profilo montonino (profilo fronto nasale convesso); orecchie lunghe e pendenti.
  - vello di colore bianco, di tipo semiaperto (il pelo non copre la fronte e le zampe); la lana è utilizzata per materassi o imbottiture;

- Presenta una discreta gemellarità del 40%
- Trova interesse zootecnico nella produzione di carne ovina per tagli pregiati. Attualmente si cerca di migliorare la razza dal punto di vista della rusticità e fertilità.